# Alessandro Siano
Alessandro Siano (28 de abril de 2001, Chivasso, Italia) es un futbolista italiano que juega de portero en la Pontedera de la Serie C.

## Trayectoria
Comenzó su carrera en el Brandizzo, un equipo de fútbol infantil de Turín. Jugó en el sector juvenil de la Juventus durante diez años. El 26 de agosto de 2020 se incorporó al Imolese Calcio 1919 firmando un contrato de dos años. El 10 de mayo de 2021 sufrió una lesión del ligamento cruzado anterior de la rodilla. Terminó la temporada 2020-21 habiendo jugado 36 partidos, recibiendo 52 goles y habiendo dejado la portería a cero en nueve ocasiones. El 31 de enero de 2022, se reincorporó a la Juventus de Turín, jugando en la Juventus de Turín "B". Debutó con la Juventus de Turín "B" el 27 de febrero, en un empate 1-1 contra el U. C. AlbinoLeffe.

## Estilo de juego
Tiene un físico delgado, es muy receptivo y se le da bien pasar el balón.

## Estadísticas

### Clubes
Actualizado al último partido disputado el 27 de febrero de 2022.
| Club                           | Div.          | Temporada     | Liga  | Liga  | Copas nacionales | Copas nacionales | Copas internacionales | Copas internacionales | Total | Total |
| Club                           | Div.          | Temporada     | Part. | Goles | Part.            | Goles            | Part.                 | Goles                 | Part. | Goles |
| ------------------------------ | ------------- | ------------- | ----- | ----- | ---------------- | ---------------- | --------------------- | --------------------- | ----- | ----- |
| Imolese Calcio 1919 · Italia   | 3.ª           | 2020-21       | 36    | -52   | 0                | 0                | —                     | —                     | 36    | -52   |
| Imolese Calcio 1919 · Italia   | Total club    | Total club    | 36    | -52   | 0                | 0                | 0                     | 0                     | 36    | -52   |
| Juventus de Turín "B" · Italia | 3.ª           | 2021-22       | 1     | -1    | 0                | 0                | —                     | —                     | 1     | -1    |
| Juventus de Turín "B" · Italia | Total club    | Total club    | 1     | -1    | 0                | 0                | 0                     | 0                     | 1     | -1    |
| Total carrera                  | Total carrera | Total carrera | 37    | -53   | 0                | 0                | 0                     | 0                     | 37    | -53   |